# WorldFirst (Rennwagenstudie)
Der WorldFirst-Monoposto ist eine Formel-3-Rennwagen-Studie, die überwiegend aus pflanzlichen Stoffen gefertigt ist; so bestehen zum Beispiel die Rückspiegelgehäuse aus Kartoffel- und das Lenkrad aus Karotten- und sonstigen Wurzelgemüsebestandteilen. Entwickelt wurde er vom Warwick Innovative Manufacturing Research Centre (WIMRC) der University of Warwick.

## Entwicklerteam
Das Entwicklerteam bestand aus Dr. Kerry Kirwan, Dr. Steven Maggs, Ben Wood, Stephen Lambert und Projektleiter James Meredith.

## Auto
Die Entwickler bezeichnen den WorldFirst-Monoposto als den ersten aus nachhaltigen und nachwachsenden Rohstoffen gebauten Rennwagen. Er entstand unter Mithilfe des Lola-Konzerns, der seine Erfahrung in der Formel-3-Chassisentwicklung einbrachte. Es wurde darauf geachtet, dass auch die nichtregenerativen Materialien möglichst umweltschonend gewonnen bzw. hergestellt und transportiert wurden.
Die Tankwanne besteht aus epoxidharzimprägnierten, gewobenen Flachs- und Hanffasern. Das ebenfalls aus Flachs- und anderen zellulosischen Fasern dreidimensional gewebte Barge Board wurde von der University of Ulster entwickelt, die Frontflügelendplatten umfassen einen windungsfesten, gestärkten Kern und eine Ummantelung aus einer Leinen-Zellulose-Azetat-Mischung. Die Außenspiegel besitzen ein Gehäuse, das aus einem in Neuseeland entwickelten, aus Kartoffeln gewonnenen Stoff (PotatoPak) hergestellt ist, sowie eine Flachsfaserhülle. Die Seitenkästen bestehen aus Glasfasermatten und aus durch Recycling von PET-Haushaltsmüll gewonnenem Epoxidharz, wobei für die Seitenkastenabdeckung statt Glas-Flachsfasern verwendet wurden. Die Dämpfer- sowie die Motorabdeckung wurden aus recycelten Kohlenstofffasern gefertigt. Der Motor selbst ist ein von Scott Racing auf Biodiesel umkonfigurierter BMW-2-Liter-Turbo-Dieselmotor. Als Treibstoff nutzt er eine Mischung aus Schokoladeabfällen und Pflanzenöl. Der Kühler ist ummantelt von einem Katalysator (BASF PremAir), der in der Lage sein soll, bis zu 80 Prozent des entstehenden Ozons in molekularen Sauerstoff umzuwandeln. Verwendet wird zudem ein sequentielles Sechsganggetriebe von Hewland, das besonders reibungsarm sein soll, sowie auf Pflanzenöl basierende Schmiermittel von Fuchs. Die Entwickler entschieden sich außerdem für Bremsscheiben aus Gusseisen. Für den Kabelbaum wurde auf recycelte, halogenfreie Polyolefine zurückgegriffen anstatt auf PVC. Für den Schaumstoffsitz wurden epoxidharzimprägnierte Flachsfasern und Sojaöl verwendet, im Unterschied zu den üblicherweise benutzten, auf Erdöl basierenden Stoffen. Das Lenkrad besteht aus einem Schaumkern, der von Karottenfaser-Polymer (Curran) umgeben ist. Die Reifen wurden von Avon ohne Verwendung von polycyclischen aromatischen Kohlenwasserstoffen hergestellt.

## Renneinsatz
Der WorldFirst-Rennwagen erfüllte alle Formel-3-Standards des Jahres 2009 mit Ausnahme des Biodieselmotors, dessen Verwendung in dieser Kategorie nicht freigegeben ist. Sein erstes Rennen sollte er im Oktober 2009 beim Lauf der Clubserie BRSCC F3 auf dem Indy Circuit von Brands Hatch bestreiten. Da das Fahrzeug, bzw. der Motor, nicht dem Reglement entsprachen, war die Teilnahme an Qualifying und Rennen nur in einer sogenannten „Invitation Class“, also einer Klasse für nicht homologierte und dementsprechend nicht punkteberechtigte Fahrzeuge, möglich, wozu jedoch das Einverständnis aller Fahrer benötigt wurde. Das Fehlen einer Unterschrift verhinderte schließlich die Teilnahme am Qualifying, anstatt des Rennens wurden Demorunden absolviert. Der WorldFirst-Rennwagen kam somit nie zum Renneinsatz. Im Test vor dem Rennwochenende hatte der britische Nachwuchsrennfahrer Aaron Steele im WorldFirst-Boliden eine beste Rundenzeit von 45,4 Sekunden erzielt. (Zum Vergleich: Die beste Qualifyingzeit der Formel-3-Euroserie aus jenem Jahr betrug 41,5 Sekunden, die beste der Formel-Renault-UK-Serie 44,1 Sekunden.)